# Schleimkrankheit
Die Schleimkrankheit ist eine durch das Bakterium Ralstonia solanacearum hervorgerufene Krankheit der Kartoffeln, die vorrangig in tropischen und subtropischen Ländern verbreitet ist. Seit Anfang der 1990er Jahre wird die Erkrankung aber auch in Europa vereinzelt festgestellt.

## Schadbild
Befallene Pflanzen zeigen besonders an heißen Tagen eine Welke an einzelnen Triebspitzen. Später welkt die gesamte Kartoffelstaude. Die Blätter werden gelb, nekrotisieren, und die Pflanze stirbt schließlich ab. Aufgeschnittene Knollen zeigen eine Braunverfärbung des Gefäßbündelrings, aus dem unter Druck grau-weißer Bakterienschleim austritt. Auch Stängel und Stolone weisen braune Verfärbungen der Gefäßsysteme auf, aus denen ebenfalls eine schleimige Flüssigkeit hervorquillt. Erkrankte Knollen gehen rasch in Fäulnis über.

## Ausbreitung
Die Ausbreitung der Schleimkrankheit erfolgt durch infiziertes Pflanzgut. Aber auch kontaminierte Maschinen und Geräte sowie Kartoffelabfälle, die auf das Feld aufgebracht werden, verbreiten den Erreger. Ebenso können Unkräuter und Insekten als Infektionsquelle dienen. Eine bedeutende Rolle bei der Übertragung kommt dem Beregnungswasser zu. Von infizierten Unkräutern am Ufer von Bächen gelangt das Bakterium über das Bewässerungssystem auf die Kartoffelfelder. Der Erreger der Schleimkrankheit kann sich im Boden über mehrere Jahre halten.

## Bekämpfung
Eine biologische oder chemische Bekämpfung der Schleimkrankheit ist nicht möglich. Wichtigste Abwehrmaßnahme ist deshalb die Verwendung von gesundem Pflanzgut. Da die Schleimkrankheit über kontaminiertes Oberflächenwasser übertragen wird, kann eine Ausbreitung verhindert werden, indem auf die Bewässerung bzw. Beregnung verzichtet wird. Hier sind ggf. Verbote möglich.